# Église du Saint-Nom-de-Jésus de Manchester
L'église du Saint-Nom-de-Jésus (en anglais : The Holy Name of Jesus) est un édifice religieux catholique de Manchester en Angleterre. Cette église de style néo-gothique a été construite pour les Jésuites de 1869 à 1872 par Joseph Hansom. Sa tour, dessinée par Adrian Gilbert Scott, a été érigée en 1928 en l'honneur du père Bernard Vaughan  qui y fut un des plus éminents prédicateurs à la fin du XIXe siècle. L'église est inscrite à la National Heritage List of England.